# Muszaszin
Muszaszin (arab. موشاشين) – wieś w Syrii, w muhafazie Hama. W 2004 roku liczyła 605 mieszkańców.